# روسون مارشال ثيردر
روسون مارشال ثيردر (بالإنجليزية: Rawson Marshall Thurber)‏ هو كاتب وكاتب سيناريو ومخرج ومنتج ومخرج وممثل أمريكي، ولد في 9 فبراير 1975 بسان فرانسيسكو في الولايات المتحدة. بدأ مشواره المهني سنة 1997.

## أعمال

### أفلام
- (2010) ايزي ايه[5][6]
- (2013) نحن آل ميلز[7]
- (2016) الاستخبارات المركزية[8]
- (2018) ناطحة سحاب

## وصلات خارجية
- روسون مارشال ثيردر على موقع IMDb (الإنجليزية)
- روسون مارشال ثيردر على موقع ألو سيني (الفرنسية)
- روسون مارشال ثيردر على موقع أول موفي (الإنجليزية)
- روسون مارشال ثيردر على موقع بوكس أوفيس موجو (الإنجليزية)
- روسون مارشال ثيردر على موقع قاعدة بيانات الأفلام السويدية (السويدية)
- روسون مارشال ثيردر على موقع قاعدة بيانات الفيلم (الإنجليزية)
- روسون مارشال ثيردر على موقع كينوبويسك (الروسية)